# Великі Озерці
Великі Озерці (рос. Большие Озерцы) — присілок у Лузькому районі Ленінградської області Російської Федерації.
Населення становить 44 особи. Належить до муніципального утворення Ретюнське сільське поселення.

## Історія
Згідно із законом від 28 вересня 2004 року № 65-оз належить до муніципального утворення Ретюнське сільське поселення.

## Населення
| 1838 | 1862 | 1885 | 1958 | 1997 | 2007 | 2010 |
| ---- | ---- | ---- | ---- | ---- | ---- | ---- |
| 322  | ↘197 | ↘95  | ↗183 | ↘37  | ↗45  | ↘44  |